# Joe Gordon
Joseph Henry 'Joe' Gordon (Boston, 15 mei 1928 - Los Angeles, 4 november 1963) was een Amerikaanse jazztrompettist.

## Carrière
Gordon speelde vanaf 1947 in Boston met eigen formaties en in plaatselijke orkesten en ook met Georgie Auld en Charlie Mariano. In het voorjaar van 1958 ging hij met het orkest van Dizzy Gillespie op tournee, had in de zomer weer een eigen band en werd door Herb Pomeroy gecontracteerd voor diens band. Bovendien was hij een korte tijd lid van de Jazz Messengers. Daarna liet hij zich neer aan de westkust en werkte vanaf november 1958 met Shelly Manne en verschillende andere formaties van de West Coast Jazz. In september 1959 ontstonden de legendarische opnamen van Shelly Manne & his Men in de jazzclub Black Hawk in San Francisco, in het voorjaar van 1960 bezocht Gordon Europa als lid van Mannes kwintet. Zijn sterk door Dizzy Gillespie beïnvloede spel is bovendien te horen op opnamen met Art Blakey, Barney Kessel, Helen Humes en Thelonious Monk. In 1954 nam hij ook een album op onder zijn eigen naam. Een succesvolle solocarrière lukte hem echter niet.

## Overlijden
Joe Gordon overleed in 1963 op 35-jarige leeftijd tijdens een kamerbrand.

## Discografie
Als orkestleider
- 1955: Introducing Joe Gordon (Mercury Records)
- 1961: Lookin’ Good (Contemporary  Records), met Dick Whittington

Compilatie
- 1958: Joe Gordon en Scott LaFaro: West Coast Days – Live at the Lighthouse, Hermosa Beach, California

Als sideman
- 1951: Charlie Mariano: The New Sounds From Boston (Prestige Records)
- 1959: Barney Kessel: Some Like It Hot (Contemporary  Records)
- 1960: Shelly Manne & His Men at The Black Hawk (Contemporary Records)
- 1960: Thelonious Monk: At The Blackhawk (Riverside Records)
- 1961: Helen Humes: Swingin' With Humes (Contemporary  Records)

- Biblioteca Nacional de España: XX1782861
- Bibliothèque nationale de France: cb13894613s (data)
- Gemeinsame Normdatei: 135205476
- International Standard Name Identifier: 0000 0000 5942 0174
- Library of Congress Control Number: n92015820
- MusicBrainz: b063f705-698f-4807-9367-ca43fba83a86
- Nationale Bibliotheek van Israël: 987007455332405171
- SNAC: w61h3jp1
- Virtual International Authority File: 22327385
- WorldCat: E39PBJgmJMTPYvRfdVYX4KWdQq